# Gaita de boto

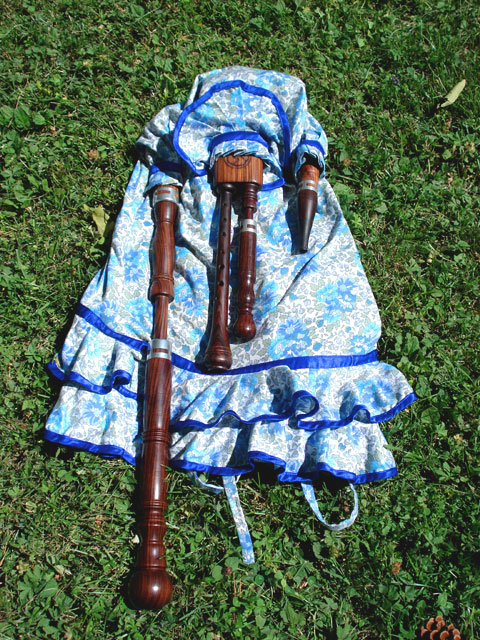
Gaita de boto aragonesa.

La gaita de boto es una cornamusa de lengüeta doble perteneciente al folclore aragonés.
Su utilización y fabricación estaba casi extinguida a finales de los años 1970, cuando comenzó su proceso de recuperación, en 1978. Hoy en día existen varios constructores de este instrumento, varias escuelas y asociaciones de gaiteros, más de una decena de grupos de folk aragonés que la incluyen en su música y, lo que es más importante, cientos de gaiteros en el territorio aragonés.

## Constitución
La gaita de boto consta de:
- Un odre o boto para almacenar aire.
- Un soplador o bufador para llenar el boto de aire.
- Un clarín (equivalente al puntero) para articular la melodía.
- Un bordón (equivalente al roncón) que produce un bajo continuo.
- Una bordoneta, de constitución análoga al bordón pero produciendo una nota una octava más aguda.

La bordoneta se puede sustituir por una tenoreta, que viene a ser una bordoneta con una lengüeta doble, que produce una nota exacta en afinación y volumen al clarín, dando mayor sonoridad.

## Diferencias con otras gaitas
La gaita aragonesa tiene una disposición distinta a las demás, que la hace "familiar" de las gaitas de los pirineos franceses, como pueden ser la Boha, la Chabretta, la Cabretta y la Musette. Todas estas poseen un cepo y, unido a él, distintos elementos (como son en la aragonesa clarín y bordoneta). 
Esta disposición está dictada por el boto, que es una piel de cabrito entera curtida, y recubierta de pez (en las antiguas) o de otras resinas. Actualmente también se fabrican botos de GoreTex. La forma del cabrito, con las patas traseras cosidas, deja la forma del cuello y las patas delanteras para ser usados, siendo cuello para atar allí el cepo y las patas para atar el soplador y el bordón. Esta idea también la tiene la gaita catalana sac de gemecs y la zampogna italiana.
La colocación del bordón es bajo el brazo derecho del gaitero, distinta a la conocida estética gallego-asturiana de emplazarlo por encima del hombro. El bordón se suele disponer de una cuerda que se cruza en la espalda para tenerlo colgado.
El boto está cubierto por un vestido y se asemeja a un vestido de niña ya que suele ser de colores estampados, con cuello y mangas para las extremidades del odre y además suele acabar en volantes. Según tradición en recuerdo de un músico que en homenaje a su hija fallecida vistió el instrumento con uno de los vestidos de la niña. Casi todas las gaitas encontradas en Aragón lo poseían.
Los bordones tienen refuerzos de estaño o cuerno y cualquiera de los tres tubos sonoros (bordón, bordoneta o clarín) solían ir tallados o ir forrados de piel de serpiente.
Hoy en día se cree que la gaita aragonesa y el chiflo son los únicos instrumentos que se han forrado de piel de culebra, cosa falsa pues muchos instrumentos del mediterráneo se suelen forrar con piel de culebra, sean de viento o de otro tipo (como el parche de un rabel).

## Características sonoras
En las gaitas antiguas los clarínes eran de una afinación no temperada, con la tercera neutra. Esto hoy en día da un tono arcaico, pero no permite tocar a la par de otros instrumentos que no permitan adaptación.
Actualmente, el clarín admite digitación abierta y semicerrada. Lo habitual es tocarla en tonalidad de Do permitiendo el tono menor correspondiente (La menor), ya que el rango de notas que produce el clarín va desde un Si hasta un Do una octava más agudo. El bordón entonces estará afinado en Do, al igual que la bordoneta (esta una octava más aguda). Si bien en la actualidad se pueden encontrar afinadas en Re o en Sib.

## Utilización
Tradicionalmente se conoce que era un instrumento solista, con excepciones como: en la zona de Graus y la Ribagorza, donde se tocaba junto a la trompa de Ribagorza hasta entrado el siglo XX; acompañada de voz en los Monegros; y de muchos más instrumentos que se adaptaran a su peculiar escala, como el violín o instrumentos de percusión. Se dice del gaitero de Bestué, que tocaba para el baile en las fiestas, que no se entendía con el acordeonista, y requería de acompañamiento un violín, puesto que el violín se podía adaptar a la afinación del clarín y el acordeonista no.
Tras su recuperación, la gaita se ha tocado frecuentemente acompañándose ya con todo tipo de instrumentos acústicos y eléctricos en diversos grupos de "folk".

## Historia y personajes
El área geográfica en la que se usa la gaita de boto no es demasiado extensa. Se reduce al noreste de Aragón, es decir, los valles de Bielsa, Gistain, Ribagorza en Pirineos, en la Sierra de Guara, y toda la extensión de Monegros. También en Zaragoza.
- La Almolda: Famoso de aquí el gaitero Cristóbal Falceto, conocido como el tío brujo, que falleció en 1953.

Cristóbal viajaba por los distintos pueblos a tocar para los dances de cada uno. Llegó a tocar en Valfarta, Monegrillo, Sena y Pina de Ebro, y solía pedir como pago un par de albarcas.
Fue grabado, en 1939, al poco de finalizar la guerra civil, en el NO-DO, saliendo el dance en procesión por la calle Alfonso de Zaragoza y él en primer plano.
Tras su muerte, los gaiteros de Sariñena tocaron el dance hasta que Mariano Labat volvió a tocar. Actualmente, el bisnieto de Cristóbal el Tío Brujo, Jesus Falceto, es el gaitero del pueblo. Desde 1988 suena el dance La Almolda con gaita de boto.
- Bestué: De aquí proviene el último gaitero del Sobrarbe, y del que se pudo recuperar el instrumento completo. Juan Cazcarra fue el último gaitero de Bestué, y recorrió toda la comarca. Se decía que no le gustaba que le acompañaran con acordeón diatónico sino con violín (debido a la incompatibilidad por la afinación). Falleció en 1963.

- Bujaraloz: El gaitero de Bujaraloz falleció a principios de siglo y se sabe poco de él. Se puede tratar de Aniseto Serrate, de familia de los gaiteros de Castejón de Monegros. Es famoso el Baile de la Calle Baja: estando el pueblo con una plaga, se construyó un muro que dividió el pueblo, y el gaitero se metió en una bodega a tocar entre las dos partes, para que todos pudieran bailar. La melodía fue recogida por Ángel Mingote en el Cancionero de la Provincia de Zaragoza en 1950.

- Castejón de Monegros: Tomás Serrate fue gaitero, hasta que un día arrojó su gaita al fuego. Su hijo, Simeón, fue cantador a son de gaita, y constructor de pitas para el clarín.

Senén Pueyo Serrate, fue otro gaitero que viajaba por varios pueblos. Tocó durante los años 40 y falleció en 1954. Tocó el dance de Castejón, La Almolda y Sena. 
Fallecido este, se contrataron a los gaiteros de Sariñena, siendo Vicente Capitán quien fue a hacer el dance. Mariano Labat, de La Almolda, lo preservó.

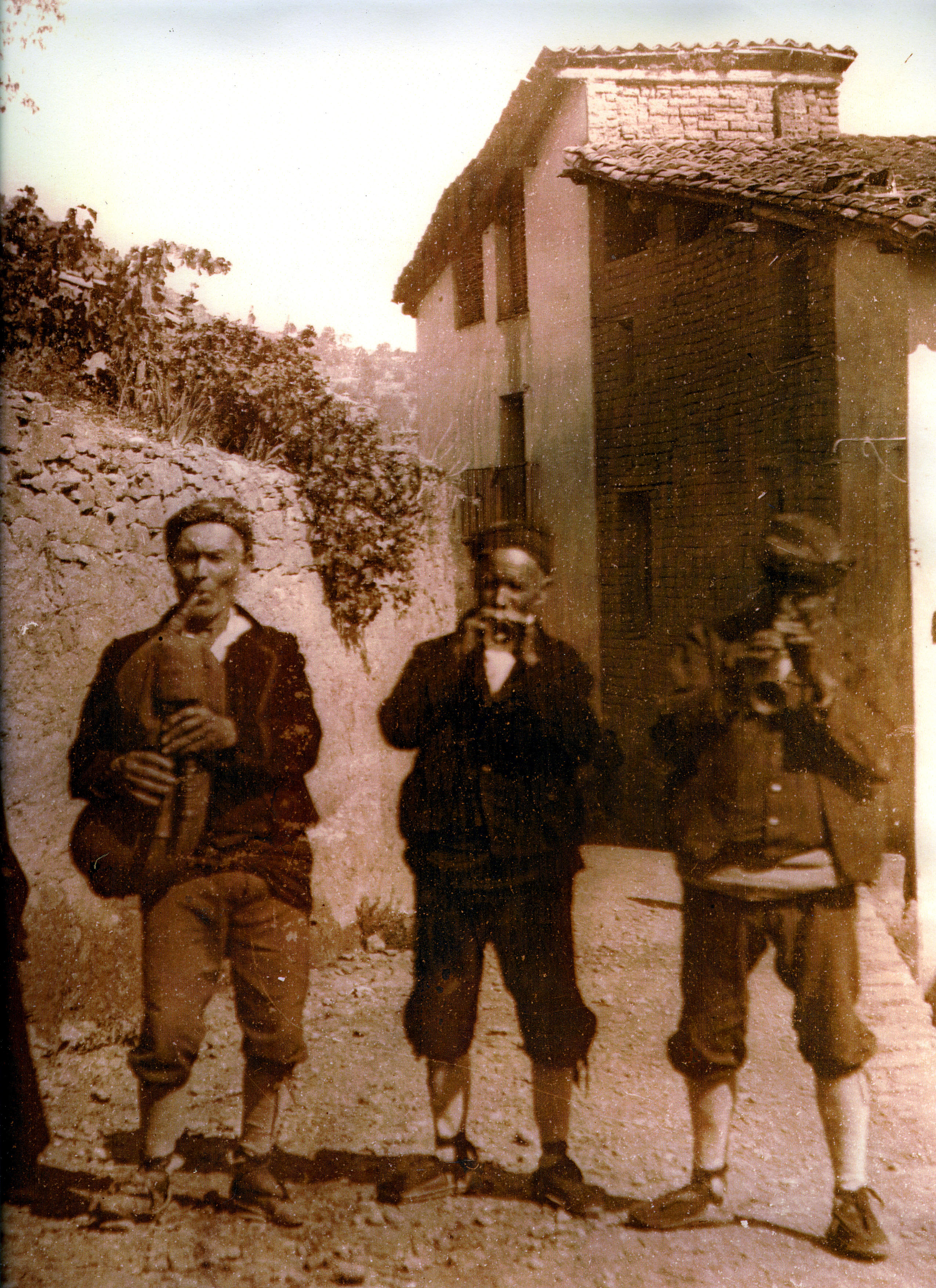
Gaiteros de Caserras

- Graus: Acompañaban los gaiteros de Caserras, comúnmente a gaita de boto y dos trompas ribagorzanas. Después de unos años de vacío, sin gaiteros, se suplieron por gaitas gallegas. En 1970 Mariano Pascual Mur sustituye las gaitas gallegas por aragonesas y ayuda a recuperar el antiguo oboe y su formación tradicional.

- Robres: Robres ha sido un caso curioso, fallecido el último gaitero, las piezas de su gaita se guardaron en la bodega de la casa esperando un descendiente varón que siguiera la tradición, cosa que no sucedió, y en la bodega permanecieron.

- Sariñena: Se conocen muchos gaiteros: Sixto Lana, el rey, quien también es recordado en Castejón de Monegros; Tomás Tella, el malo, fallecido en 1936; Teodoro Tella, hijo de Tomás, que falleció en 1959, cuya gaita después compró Juan Mir Susín.

Vicente Capitán, que falleció en 1967, recorrió Monegros tocando los distintos dances. Las pitas se las hacía Senén Pueyo, hasta que falleció, entonces cuando bajaba a Zaragoza a tocar el dance de las Tenerías compraba cañas de gaita gallega. 
No enseñó a tocar a nadie, y cuando dejó de tocar vendió su gaita al pueblo de Sena, fomentando la rivalidad entre ambos pueblos.
Juan Mir Susín sucedió a Vicente Capitán, y tocaría varios años, hasta que en 1975 dejó el dance por motivos personales. Fue el último gaitero aragonés hasta que se inició el proceso de recuperación de la gaita.
La desaparición del instrumento
En 1975, la última gaita de boto había dejado de sonar, al dejar el dance Juan Mir Susín, gaitero de Sariñena. Los dances de otras zonas de Monegros y Pirineos todavía continuaban, pero con música de gaita gallega , más fácil de encontrar, o por bandas de música.
Algunas gaitas no se encontraban en Aragón, como por ejemplo la gaita de Juan Cazcarra, de Bestué, porque la tenían los miembros del grupo Biello Sobrarbe, y fue entregada por Ánchel Conte al folclorista vasco Juan A. Urbeltz.
Búsqueda. Pedro Mir y Martín Blecua.
Nacidos en Sariñena, Martín Blecua, el gaitero del pueblo, utilizaba una gaita gallega; Pedro Mir, sobrino de Juan Mir, anterior gaitero "de boto" del dance. 
Se dice que la recuperación de la gaita de boto comenzó con la fabricación de "La Famosa", una copia de la gaita de Juan Mir, hecha por un pastor de Sangarrén, Clemente Brun. La gaita de boto volvió a sonar en Sariñena en 1980.
La gaita de Juan Cazcarra, la tenía en posesión un lutier francés llamado Marçel Gastellu, que estaba fabricando seis copias de la gaita de Bestué, para el vasco Urbeltz. Este lutier fue encontrado por Pedro Mir, a quien regaló una gaita, copia de la de Bestué, para la III Muestra de Folklore Aragonés, en 1981. 
Otra de las gaitas que había fabricado Gastellu fue dada al dance de Sariñena, ya que "La Famosa" tenía algún problema de afinación. 
La fabricación del instrumento
Biella Nuei comenzó a fabricar algunas gaitas, y en 1986 aparecieron las primeras "funcionales", con las cuales serían sustituidas algunas gaitas gallegas que estaban aún en uso por Aragón.
En Boltaña, Sariñena, Robres y Sena se crearon talleres para la construcción de gaitas. Mario Gros, de Biella Nuei, todavía se dedica a ello.
Encuentro de gaiteros en Ainsa
En 1988 se celebra el primer encuentro de gaiteros, en Ainsa, donde acuden cerca de una docena de músicos.
En él se marcaron las bases de lo que sería el futuro de la gaita: la gaita se llamaría Gaita de Boto o Gaita Aragonesa, y no Gaita de los Pirineos centrales como estaba siendo catalogada desde su recuperación. Esto marcaría la siguiente expansión de este peculiar instrumento, que la gente asumiría como suyo.
La expansión
Se crearon, posterior a todo lo sucedido sobre la gaita y a lo que pasaba paralelamente a otros instrumentos aragoneses, varias asociaciones, como la Asociación de Gaiteros de Aragón, así como los cursos que se empezaron a hacer en la Escuela Municipal de Música y Danza de Zaragoza, desde 1995.
Entre 1995 y el año 2000, estos alumnos de la Escuela Municipal fueron partícipes de un taller de construcción de gaitas, donde salió una generación de unos 58 alumnos que se construyeron su propio instrumento.
Desde entonces muchas cosas han sucedido alrededor de este instrumento: Concursos para virtuosos intérpretes, Trobadas(encuentros en aragonés) de músicos, bureos, homenajes... Y se imparten clases en casi todo Aragón, incluso sitios donde no había una tradición de gaita.
También como pone arriba, hay grupos y formaciones donde la gaita se ha adaptado de un carácter solista a una agrupación, junto a otros instrumentos aragoneses, o a instrumentos más modernos. También hay grupos que experimentan mezclando con músicas modernas con la gaita de boto.

## El canto a son de gaita
La gaita era el alma de la fiesta en la música popular aragonesa hasta el siglo XX. Cantar con la gaita no es nada fácil, debido a las posibilidades del instrumento, por lo que se convirtió en un estilo usado en la zona de los Monegros, Ribagorza y Sobrarbe. El repertorio era muy variado: Albadas, Despertaderas, Romances...
Lo peculiar del estilo es la adaptación al instrumento: Sonido fuerte, agudo, con adornos.
Uno de los últimos cantadores fue Simeón Serrate Mayoral. 

## Curiosidades
El gaitero de La Almolda en el No-Do, la mirada del tío Brujo
Un 12 de octubre, entre 1939 y 1941, Franco visita Zaragoza por las fiestas de la virgen de la Hispanidad. Varios grupos, pueblos, casas regionales, hacen un pasacalles por la Calle Alfonso de esta ciudad, siendo La Almolda, pueblo monegrino, con su dance uno de ellos. Con estos los acompañaba su gaitero, Cristóbal Falceto, apodado tío Brujo. Este, en el pasacalles llevaba un peculiar tocado: En el pañuelo había puesto un pequeño cartel con la inscripción "Saludo a Franco ¡Arriba España! Viva El Gaitero de La Almolda".
Fue tan peculiar que fue grabado en el No-Do, donde se encontraron las imágenes.
La Gaita de Boto en el refranero popular.
O gaitero d'o lugar, toca o mesmo u toca mal

La repuñetera de mi gaita
cuando tiene vino que bien canta
y cuando no tiene se enfada y se aguanta

La mujer del gaitero
tiene fortuna
ella tiene dos gaitas
las demás, una